# 831-й винищувальний авіаційний полк (СРСР)
831-й Галацький орденів Червоного прапора і Кутузова ІІІ ступеня винищувальний авіаполк (831 ВАП) — авіаз'єднання Військово-повітряних сил СРСР.

## Історія частини
Комплектування 659-го винищувального авіаполку особовим складом і технікою розпочалося в місті Красноводську (нині Туркменбаші, Туркменістан) 11 листопада 1941 року. 27 листопада воно було завершене і з 8 січня 1942 року авіаполк увійшов до складу діючої армії, почавши бойові дії у складі 4-ї змішаної авіадивізії 4-ї ударної армії Калінінського фронту.
За перші два місяці бойових дій льотчиками полку було здійснено 123 бойових вильоти (з них 13 нічних), проведено 13 повітряних боїв, збито 8 літаків противника, штурмовими діями знищено 22 автомашини, 112 возів, два паровози та інша техніка.
В період Німецько-радянської війни на озброєнні полку стояли винищувачі І-15біс, Як-1, Як-7Б. За час війни полком здійснено 9960 бойових вильотів з нальотом 10451 годин, проведено 531 повітряний бій, збито 417 літаків і знищено 838 одиниць бойової техніки і багато живої сили ворога.
29 грудня 1944 року за мужність і героїзм особового складу, проявлені при виконанні завдань командування в ході визволення міст Галац та Ізмаїл, полку присвоєно почесне найменування «Галацький». У 1945 році за відмінне виконання бойових завдань при форсуванні річки Дунай і прориві оборони ворога частина була нагороджена орденом Кутузова ІІІ ступеня, а за визволення Будапешта — орденом Червоного прапора.
1949 року частина перейменована у 831-й винищувальний авіаційний Галацький Червонопрапорний ордена Кутузова ІІІ ступеня полк. Постановою Національних зборів Румунської Народної Республіки від 14 листопада 1958 року полк нагороджено румунським орденом «Захист республіки» ІІІ ступеня.
У післявоєнний період полком були освоєні літаки МіГ-15, МіГ-17, Міг-21ПФМ.
В 1977 році 831-й вап перебазований на аеродром Миргород. 10 листопада 1985 року полк прийняв на озброєння важкий багатоцільовий високоманеврений всепогодний винищувач-перехоплювач четвертого покоління Су-27.
13 січня 1992 року полк склав присягу на вірність українському народу.

## Командування
- майор Караулов Г.А. (11.1941 - 02.1943)
- підполковник Смешков Василь Мефодійович (02.1943 - 13.12.1945)
- полковник Пелевін А.Ф.